# Sporofyt

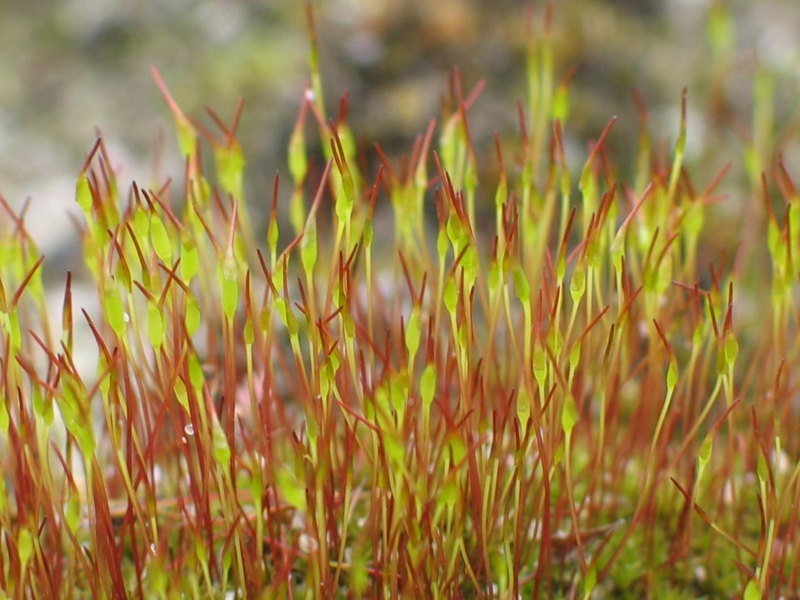
Sporofyty mechu kroucence zedního (Tortula muralis). U mechů se sporofyt omezuje pouze na štět a tobolku.

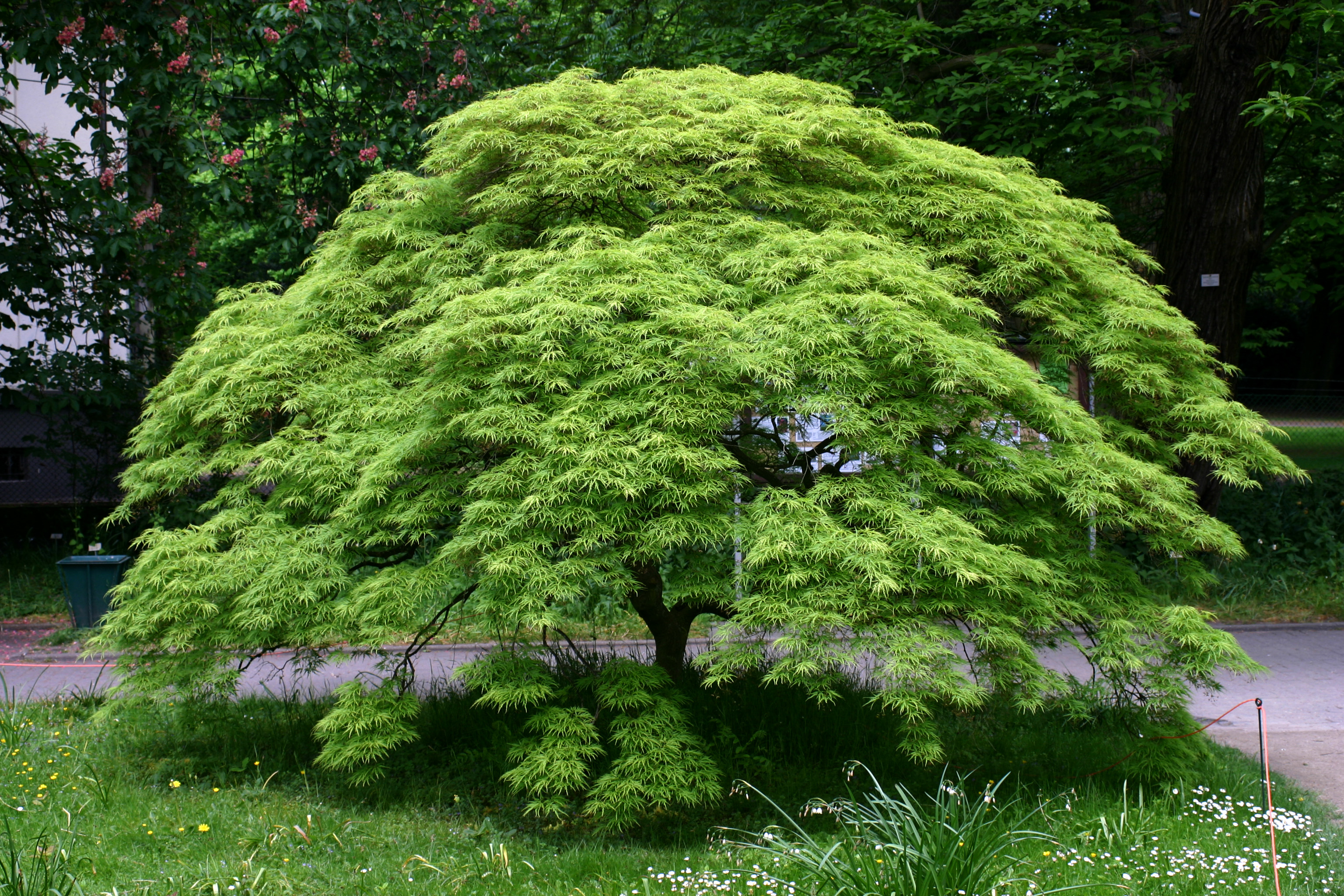
Semenné rostliny mají tělo sporofyt, až na pyl a vajíčko

Sporofyt je diploidní stadium u rostlin, které procházejí rodozměnou. To znamená, že v tomto stadiu mají rostliny v každé buňce dvě sady chromozomů, stejně jako například člověk.
Sporofyt u většiny semenných rostlin tvoří téměř celé tělo – až na pylové zrno a vajíčko. Zato u mechorostů je sporofyt omezen na štět a tobolku, tedy orgány, které vyrůstají z lodyžky a slouží k rozmnožování. Sporofyt u kapraďorostů je všeobecně známá zelená rostlina se složenými listy.

## Vznik sporofytu
Dvě gamety pocházející z gametofytů splývají, přičemž vzniká diploidní zygota, z níž se vyvíjí diploidní (zpravidla mnohobuněčný) organismus, který označujeme jako sporofyt.